# Hermano Patrone

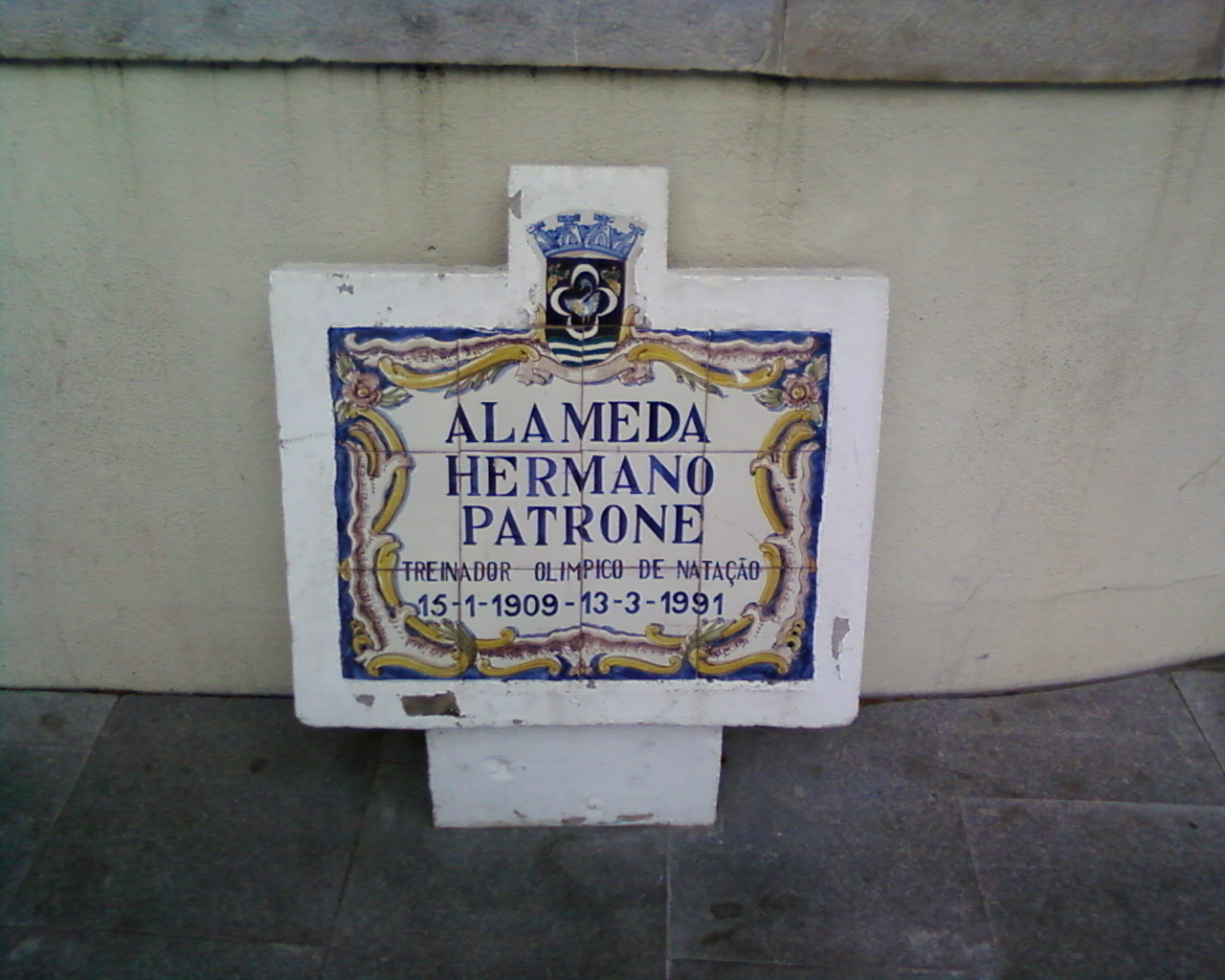
Die nach Patrone benannte Straße ist eine der Hauptstraßen von Algés

Hermano Patrone (* 15. Januar 1909 in Lissabon; † 13. März 1999) war ein portugiesischer Schwimmer, Wasserballspieler und Schwimmtrainer.

## Werdegang
Patrone war Schwimmer beim Verein Sport Algés e Dafundo (SAD). 1925 spielte er mit der Wasserballmannschaft des Vereins erstmals um die Meisterschaft von Lissabon. Nach seiner aktiven Karriere wurde er Trainer und führte zahlreiche Sportler zu Olympischen Spielen.

## Ehrungen
Der portugiesische Schwimmverband Federação Portuguesa de Natação ehrte Patrone postum mit einer Goldmedaille. In seinem Gedächtnis richtet der SAD ein Wasserballturnier aus, das nach ihm benannt ist. In Algés wurde eine Hauptstraße nach ihm benannt. In Linda-a-Velha trägt das kommunale Schwimmbad, in dem der SAD trainiert, seit 2007 seinen Namen.